# Conjunto patrimonial Medina Nogalte (Puerto Lumbreras)
Medina Nogalte es la denominación de un producto turístico que incluye los elementos más significativos del patrimonio histórico, artístico y etnográfico de la localidad de Puerto Lumbreras (Región de Murcia, España): el Castillo de Nogalte,  un conjunto de casas-cueva tematizadas, la Casa de los Duendes, la Casa-Museo de las Cofradías y la Iglesia Parroquial de Nuestra Señora del Rosario.

Es el resultado de un proyecto integral de recuperación iniciado en la década de los noventa del siglo pasado y que ha permitido la excavación, restauración y puesta en valor de la fortaleza medieval, la urbanización del cerro del Castellar  y adecuación de sus accesos, accesos,  la consolidación de algunas de las cuevas horadadas en el cerro del Castellar que han sido tematizadas para dar a conocer la historia y tradiciones del municipio, y la restauración y acondicionamiento para uso público de la Casa de los Duendes.

## Denominación

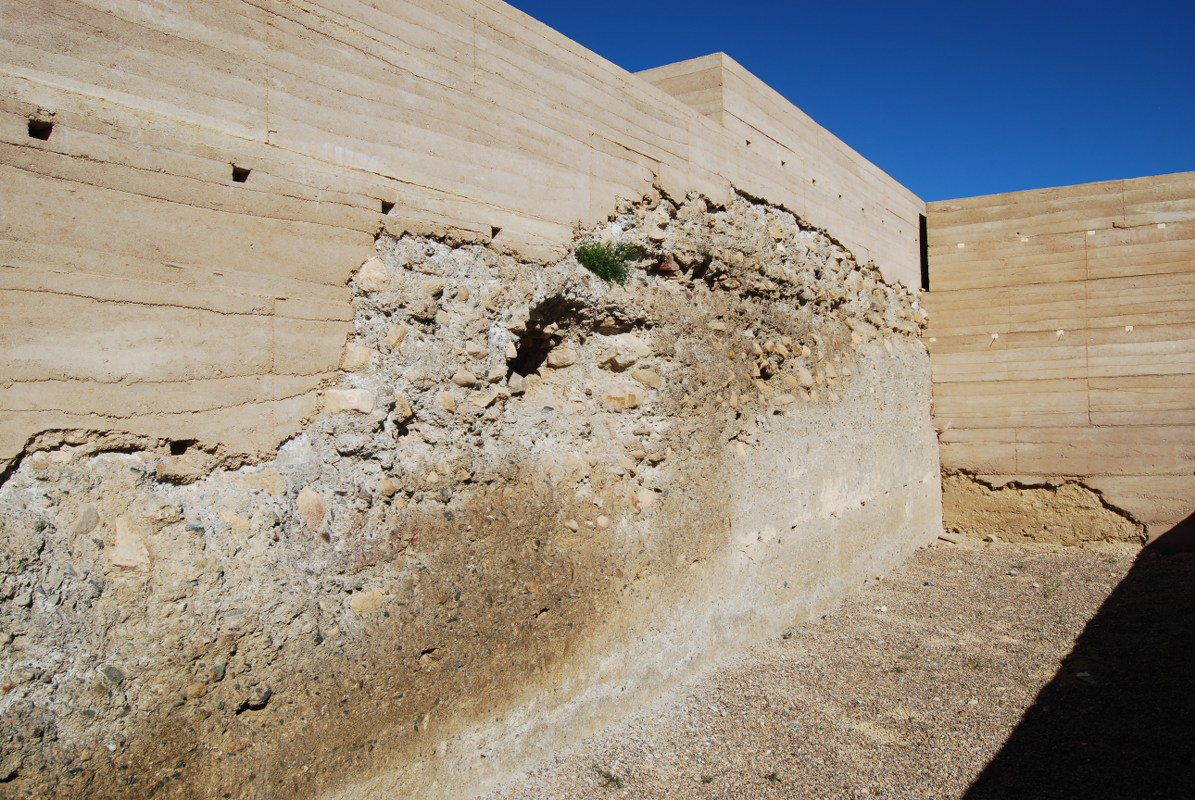
Detalle de la restauración

Nogalte es el antiguo topónimo de la moderna localidad de Puerto Lumbreras. La primera referencia a se encuentra en el Pacto de Alcaraz (1243), por el cual se establece el protectorado castellano en el reino de Murcia y la entrega de una serie de fortificaciones que pasaron a manos castellanas, entre las cuales se cita a Nogalte, referido como Noglat. En este lugar se había desarrollado en época islámica una alquería, en la ladera sur del cerro, al amparo de la fortaleza situada en su cima.

Con el tiempo, la importancia del sistema de captación de aguas bajo la rambla de Nogalte, compuesto por presa subálvea y galerías  filtrantes con lumbreras, influyó en la toponimia de la población que pasó de llamarse Puerto Nogalte a Puerto Lumbreras.

## Casas cueva tematizadas

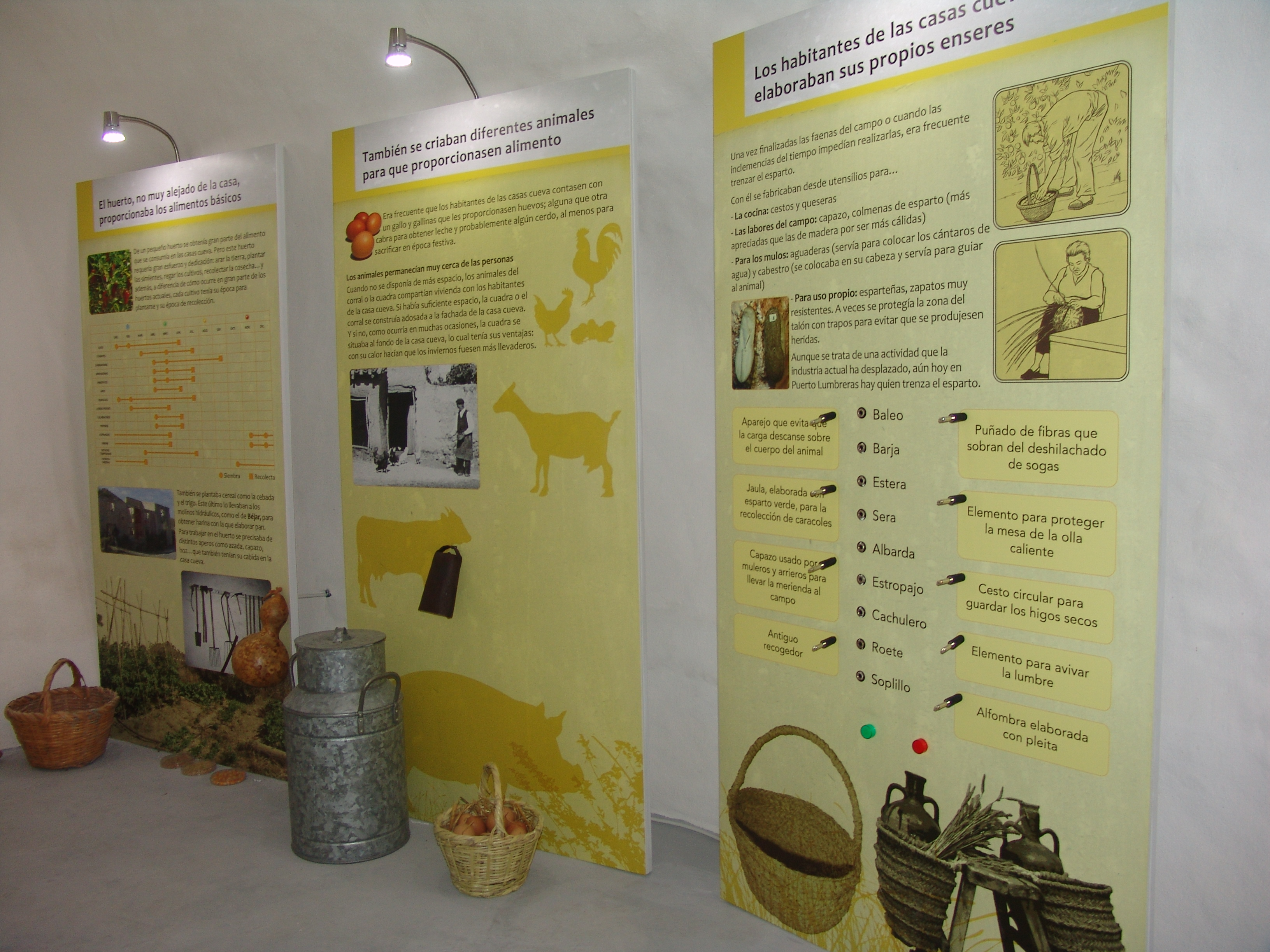
Detalle de la Cueva dedicada a la vida y tradiciones

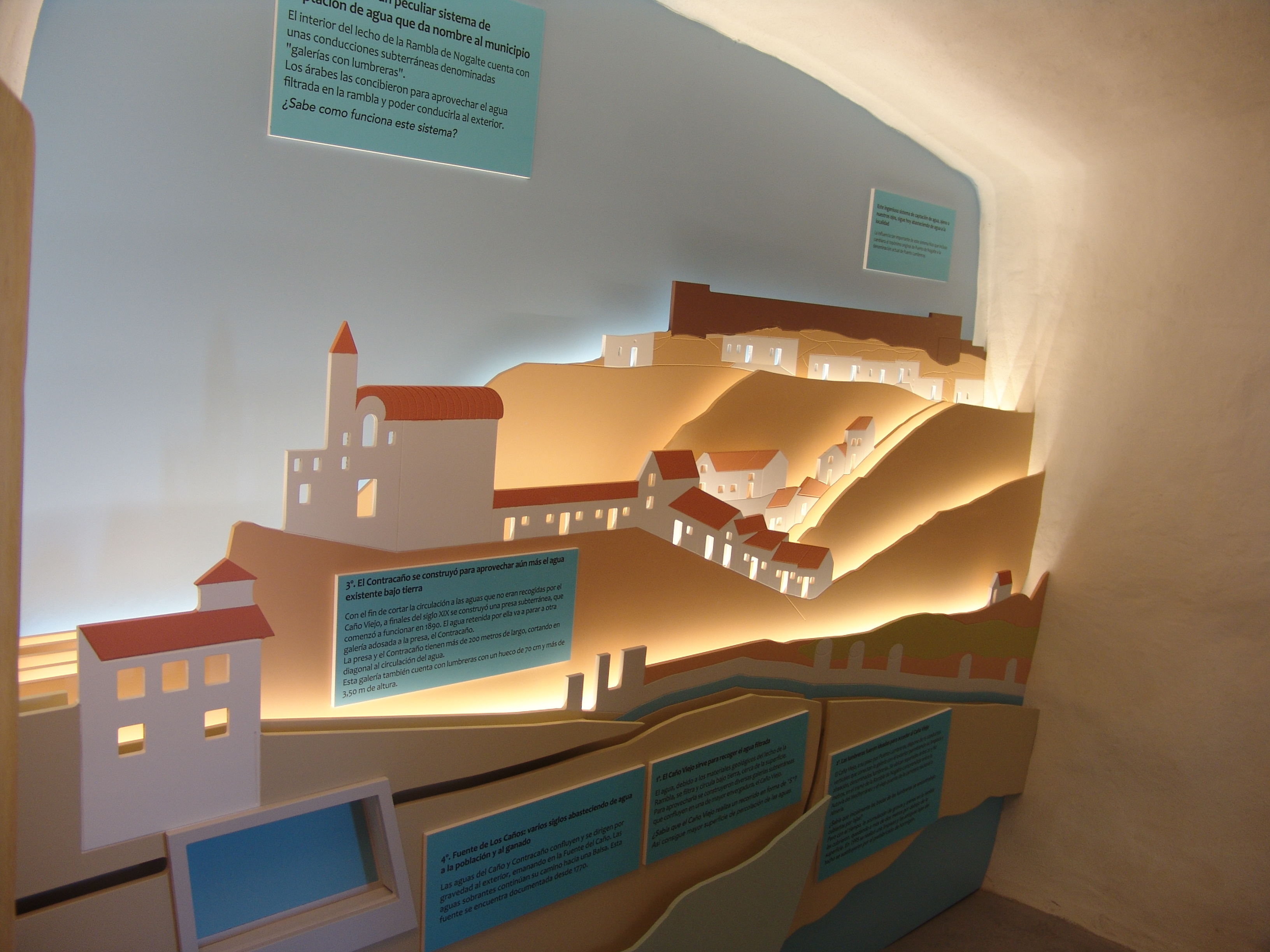
Diorama del Caño y Contracaño

En el cerro del Castellar se localiza uno de los conjuntos trogloditas más importantes del sudeste peninsular. Tiene su origen en época moderna, cuando se produce un fuerte crecimiento demográfico como consecuencia de la puesta en cultivo de amplias superficies del campo de Nogalte. Ha estado habitado hasta las últimas décadas del siglo XX, cuando muchas de las cuevas fueron abandonadas quedando en estado de ruina.

Desde el año 1996, varias de estas cuevas han sido rehabilitadas y acondicionadas para mostrar a través de varios medios interpretativos cómo era la vida en estas peculiares construcciones además de explicar diferentes aspectos de la Historia y del patrimonio cultural y etnográfico del municipio de Puerto Lumbreras.

La visita comienza en la Cueva del Artesano, una de las cuevas de mayor superficie del cerro. Aquí se han recreado varios talleres que evocan diferentes oficios tradicionales propios del municipio: alfarería, trabajo de la piedra, esparto, madera y del cuero, y gastronomía.

En la cueva denominada El Cerro de Nogalte: recuperando nuestra Historia se muestra un plano de situación con los principales puntos de interés del Cerro, la historia de la recuperación de este conjunto histórico-etnográfcio y un audiovisual con las perspectivas de futuro.

El ámbito siguiente, Vida y tradiciones en las casas cueva,  muestra la historia de este tipo de hábitats, las características de estos respecto a su eficiencia ecológica, las  técnicas de construcción y una ambientación de algunos espacios (cocina, dormitorio, salón, corral) para evocar la vida cotidiana en una de estas cuevas en el cerro del Castellar en la década de los cincuenta del siglo XX.

Los caminos del agua en Puerto Lumbreras es el tema central del espacio contiguo. Se trata de dos cuevas unidas en su interior por un estrecho pasillo. En ellas se explica el funcionamiento del sistema de captación, almacenamiento y distribución de las aguas conocido como Caño y Contracaño existente bajo la Rambla de Nogalte, una de las mayores obras de ingeniería hidráulica de la Región de Murcia.

Por último, en la cueva El castillo de Nogalte, se da a  conocer la evolución arquitectónica de esta fortificación. De este modo, se introduce la visita de esta interesante fortaleza a cuyos pies se sitúan las distintas cuevas tematizadas.

## Castillo de Nogalte

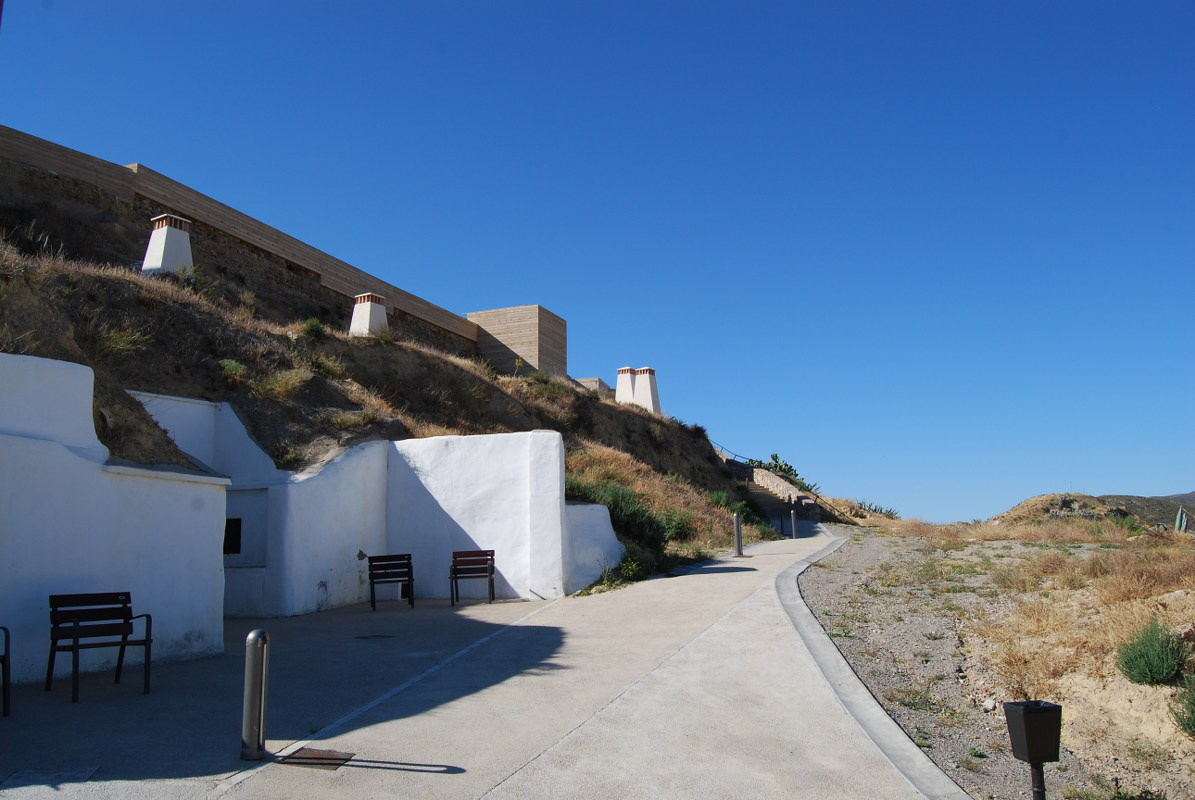
Casas cueva en el Castillo

Recinto defensivo situado en lo alto del Cerro del Castellar y construido durante el siglo XII.Fue reforzado y ampliado tras pasar este castillo a manos castellanas. Desde la década de los noventa ha sido objeto de diferentes intervenciones arqueológicas y proyectos de restauración encaminadas a su puesta en valor y visita junto a las casas cueva tematizadas.

A lo largo del perímetro del Castillo se sitúan varios miradores desde los cuales se puede observar el entorno: la rambla de Nogalte, y los caminos hacia Lorca y Huércal Overa. De este modo, se contextualiza el emplazamiento geográfico de esta construcción desde la que se controlaba esta estratégica franja fronteriza entre Castilla y el reino nazarí de Granada.
En su interior se sitúan diferentes puntos de interés que  muestran los restos más relevantes del Castillo. El recinto superior y el inferior, el aljibe, las torres o la puerta triacodada.

## Casa de los Duendes

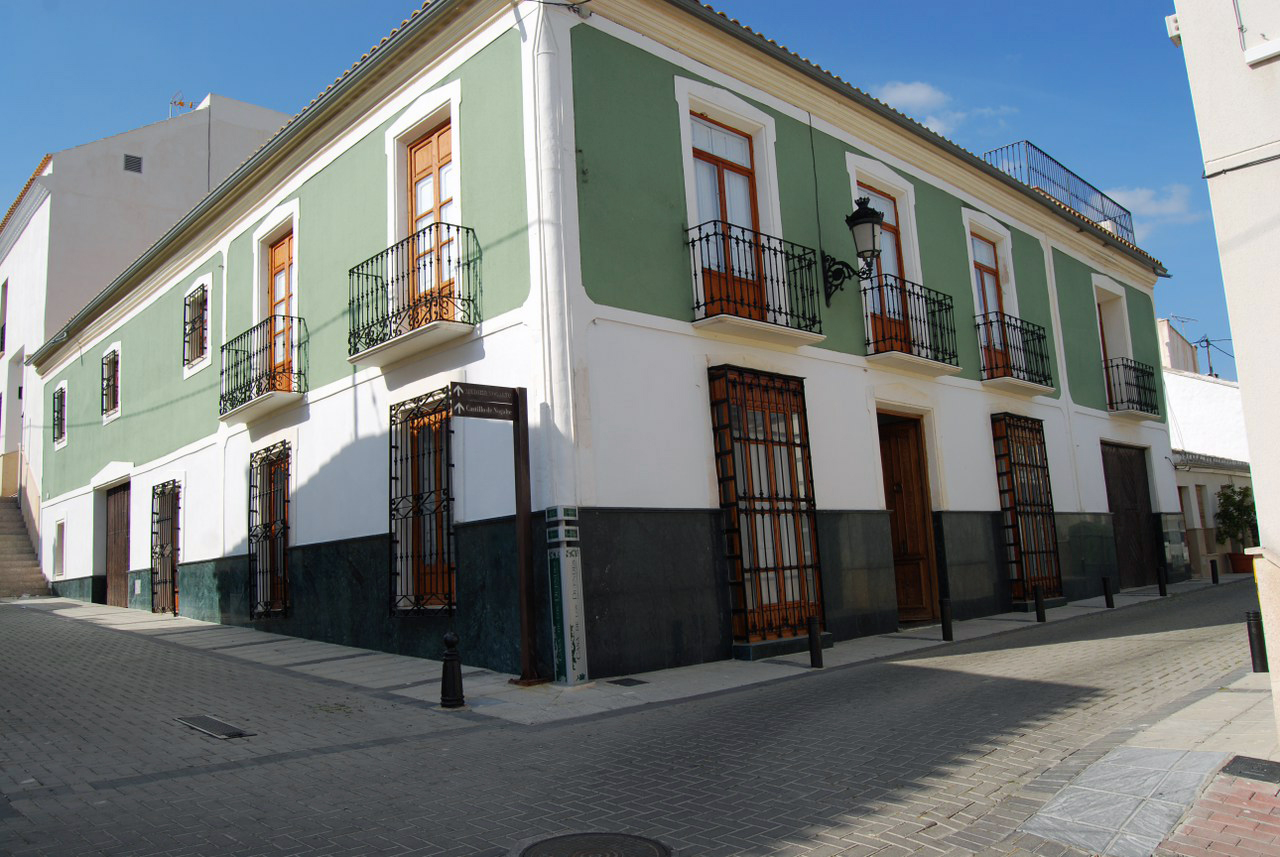
Casas de los Duendes

Situada en la calle Francisco Tirado esquina con la calle Doctor Caballero, se trata del único ejemplo conservado de  la típica vivienda de familia burguesa de Puerto Lumbreras. Fue construida en el siglo XIX, en un período en el que diferentes familias invertían en la mejora del sistema hidráulico de aprovechamiento de aguas situado bajo la rambla de Nogalte para obtener más caudal para el riego de tierras y el movimiento de molinos hidráulicos.

Ha sido acondicionada para albergar diferentes usos públicos. En su interior se sitúa una sala para exposiciones temporales, otra para proyección de audiovisuales y conferencias, el archivo histórico del municipio y la colección museográfica de Grafología Augusto Vels. Esta colección museográfica, la única de este tipo en la Región de Murcia e integrada dentro del Sistema Regional de Museos, da a conocer la obra de Augusto Vels. Se exhiben cartas, revistas y libros de grafología, junto a diferentes objetos personales legados por el autor y su familia.

## Casa Museo de las Cofradías

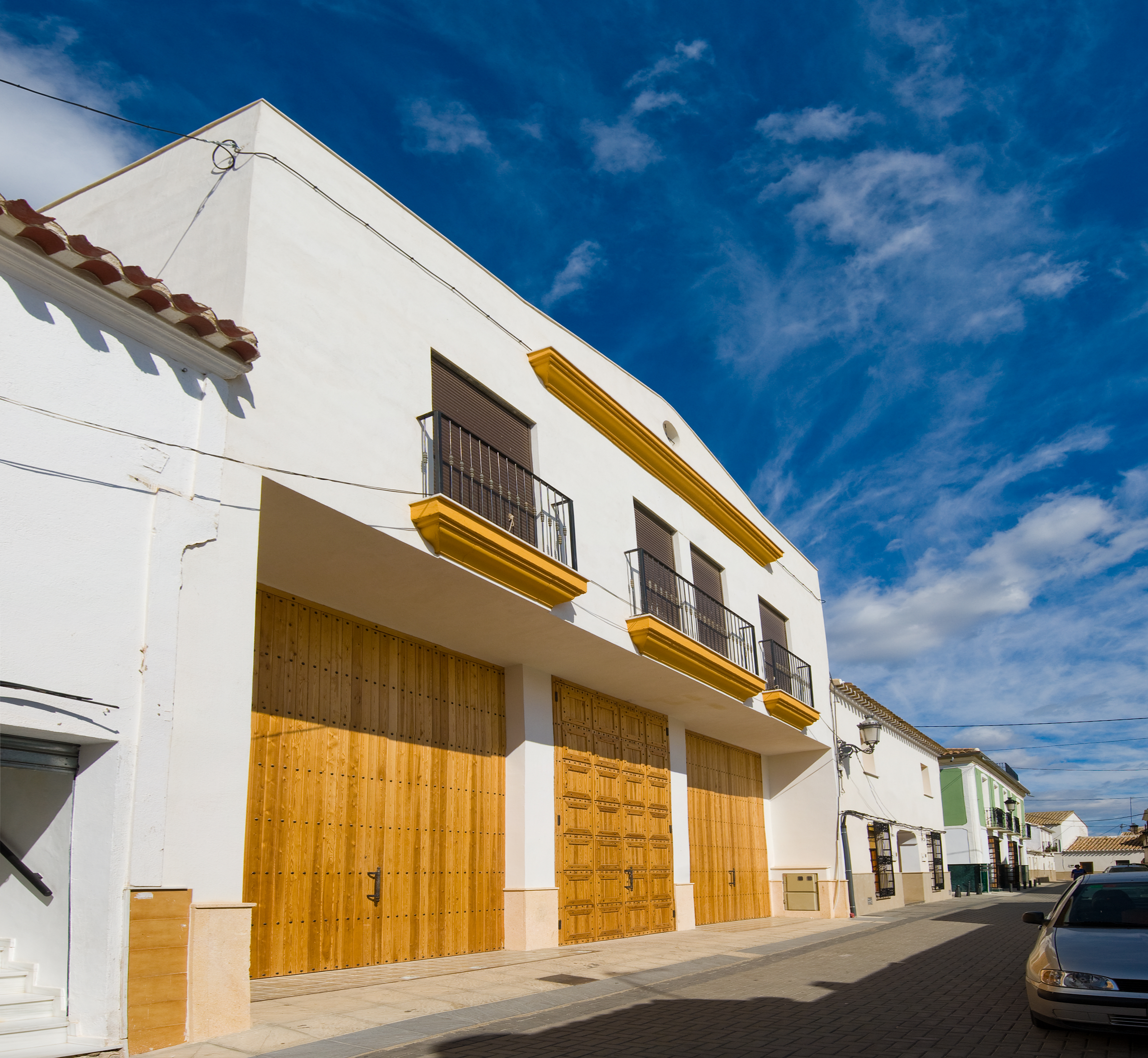
Casa Museo de las cofradías

Este edificio, situado junto al anterior, es la sede de las tres cofradías que procesionan la Semana Santa de Puerto Lumbreras: la Real e Ilustre Cofradía del Santísimo Cristo de la Fe y María Santísima de la Piedad, la Antigua y Venerable Cofradía de la Virgen de los Dolores y la Cofradía de Nuestro Padre Jesús Nazareno.

Desde 2012 alberga también un museo en el que se muestran tronos e imágenes, una selección de los trajes de las cofradías que participan en los desfiles,  carteles conmemorativos de la Semana Santa y otros objetos y piezas emblemáticas de esta festividad.

## Iglesia Parroquial de Nuestra Señora del Rosario
Junto a la rambla de Nogalte se sitúa la Iglesia de Puerto Lumbreras. Fue construida en el siglo XVIII tras la constitución de una nueva feligresía en esta población, segregada de la parroquia  de San Patricio de Lorca
Tiene planta de cruz latina, con nave central y dos laterales, crucero cubierto con cúpula. En su interior  destaca el retablo del altar mayor, realizado entre 1736 y 1742, de estilo barroco , las obras de diferentes imagineros murcianos y algunas obras de orfebrería.

## Galería
|                 |
| Paso triacodado |

|                       |
| Interior del castillo |

|                         |
| Evocación de una cocina |

|                                       |
| Interior de la cueva dedicada al agua |

|                   |
| Casa del Artesano |

|                                    |
| Interior de la Casa de los Dueneds |

|                                                    |
| Detalle de la colección museográfica de grafología |

|                          |
| Fachada de la casa-museo |